# Brachychiton turgidulus
Brachychiton turgidulus är en malvaväxtart som beskrevs av G.P. Guymer. Brachychiton turgidulus ingår i släktet Brachychiton och familjen malvaväxter. Inga underarter finns listade i Catalogue of Life.